# 国民同盟 (イタリア)
国民同盟（こくみんどうめい、イタリア語: Alleanza Nazionale, "AN"）は、かつて存在したイタリアの政党。ネオ・ファシスト系政党イタリア社会運動（MSI）を前身に発足、他に君主党（王党派）など、幾つかの保守政党を取り込んで結成された。
2009年3月22日にフォルツァ・イタリア党と合併して新党「自由の人民」を結成、政権を獲得した。

## 概要

### 極右政党からの脱皮
党首はジャンフランコ・フィーニであった。
前身はイタリア社会運動という、ベニート・ムッソリーニの支持者によって結成されたネオ・ファシスト政党だったが、フィーニにより党名変更、政策を穏健化して極右政党から中道右派の保守政党への脱皮を図った。極端な勢力が中道穏健化することは極左の代表だった旧イタリア共産党もそうだったようにイタリアの政治では歓迎されており、この党穏健化路線は国民から評価され、フォルツァ・イタリアに次ぐ右派連合の勢力へと成長した。
ムッソリーニの孫娘であるアレッサンドラ・ムッソリーニがかつて所属していたが、フィーニ党首がイスラエルを訪問した際に、ムッソリーニ政権が人種法を制定してユダヤ人迫害を行ったことを謝罪、祖父ベニートの否定を意味する穏健化路線に反発し、離党している。

## 政治的特徴
国民同盟は党として以下の政治的目標の実現を目指している。
- ローマ・カトリックをはじめとするイタリア民族の伝統的価値観を堅守
- 不法滞在の厳罰化や出入国管理の徹底による海外移民の規制
- イスラエル問題などにおけるアメリカとの協調（親米）
- 法の厳罰化（マリファナ非合法化など）

### ユダヤ人問題
MSI時代からの大きな変化としては、ユダヤ人問題に対する謝罪が挙げられる。もともとイタリア・ファシズムはナチズムに比べて人種主義に関心を持っておらず反ユダヤ色は薄かったが、後にナチズムの影響もあって白人至上主義を掲げ人種法の制定を行っており、イスラエルらは敵視されていた。親米主義を対外路線として掲げる以上、最大の親米国イスラエルとの関係改善は困難だが必要な課題であった。
2002年にイスラエル国防軍が生誕教会に立てこもったパレスチナゲリラと睨み合っていた際、イスラエルを支持する形で支援を行った。これを切っ掛けに関係改善へ向けた両者の交流が始まり、最終的にはイスラエルのアリエル・シャロン首相とジャンフランコ・フィーニ党首の会談が成立する。かつてファシズムを信奉した人間として初めてイスラエルを訪問したフィーニは人種法制定は誤りであり、「イタリア・ファシズムは全くの悪」と謝罪、イスラエルとの良好な関係が築かれた。
しかし同時にイタリア・ファシズムへの批判は（仮に建前としても）党内強硬派の逆鱗に触れ、アレッサンドラ・ムッソリーニを初めとする何人かの古参議員が離脱した。だがイタリア国民間では過去の清算は概ね好意的に受け止められた。フィーニがMSI時代から続けた穏健化改革の結果、国民同盟は中道右派（フォルツァ・イタリア党など）との更なる連帯が可能となった。

### 経済政策
上述の通りフォルツァ・イタリアとの連合を組み右派連合を形成したが、経済政策では党首が企業家である事もあって新自由主義を標榜するフォルツァ・イタリアに対し、資本主義に懐疑的な姿勢を保つなどMSI時代を継承した主張を見せた。公務員の多い首都ローマを含むラツィオ地方、及び経済的に困窮する南部を地盤とするのはこの為と言われている。

### 民族主義
イタリア人の団結と愛国を主張するのもMSI時代から継承された重要なイデオロギーである。MSI時代ほど露骨ではないものの、愛国主義が最も高まったファシスト政権時代への賛美も行われている。党首フィーニもムッソリーニを尊敬するとの過去の発言を否定する一方、集会で支持者にファシスト式の敬礼で応える行為などを行っている。

### 派閥
MSIを中心にしつつも幾つかの政党を取り込んだ事や、その旧MSI派でもフィーニの改革によって対立が生じた事で、国民同盟は他党より方針を決める上で派閥政治が重きを成している。
- 右翼的指導者：最大派閥であり、党首代行イグナジオ・ラ・ルッサが属する。フィーニの基本路線に沿いつつも、よりキリスト教民主主義寄りの主張を行う。フォルツァ・イタリア党との連合を主導した。
- 新しき同盟：党首ジャンフランコ・フィーニが属し、フィーニのアルミランテから継承した右翼的な社会民主主義路線を支持する。厳密な政教分離を求め、キリスト教民主主義とは距離を置く。
- 社会的権利：新しき同盟より更に経済面での社会主義的アプローチを主張する。労働組合との深い関係で知られる。
- キリスト教改革派：キリスト教右派からなり、キリスト教民主主義の徹底を主張する。

これらの派閥は右派・民族主義という点では合致しつつも、キリスト教を巡る問題（中絶など）や労働問題といった経済政策・宗教政策を決める際に政治的な駆け引きを繰り広げた。

## 二大政党への移行
自由と人民に合流し、2008年の総選挙に勝利するとともにフィーニは下院議長に就任した。2009年に国民同盟は解散し、新党・自由の人民を結成。

## 沿革
- 1995年 - イタリア社会運動・国民同盟（MSI-AN）から改称。
- 2008年 - 選挙連合「自由の人民」に参加。
- 2009年 - 解散し、政党・自由の人民に参画。